# 4809 Robertball
4809 Robertball è un asteroide della fascia principale. Scoperto nel 1928, presenta un'orbita caratterizzata da un semiasse maggiore pari a 2,5676600 UA e da un'eccentricità di 0,2483853, inclinata di 13,67680° rispetto all'eclittica.
L'asteroide è dedicato all'astronomo irlandese Robert Stawell Ball.